# درامکندرا
درامکندرا (به انگلیسی: Drumcondra) یک منطقهٔ مسکونی در ایرلند است که در Dublin City Council واقع شده‌است. درامکندرا ۸٬۶۳۷ نفر جمعیت دارد و ۲۵ متر بالاتر از سطح دریا واقع شده‌است.